# Нергал
Не́ргал или Нерга́л (аккад. dNergal, Nerigal; логографика: dKIŠ/GIR3.UNU.GAL, dU.GUR) — астральное и хтоническое божество аккадской мифологии. Бог войны, мора, истребления и смерти. Персонификация планеты Марс. Владыка преисподней.

## Общие сведения
Нергал — сложное, синкретичное по происхождению божество, впитавшее в процессе своей эволюции образы и функции разных богов. Традиционно Нергал описывается как бог истребления: в первую очередь — войны (вероятно, его изначальная функция), мора (чумы) и внезапной смерти, но также — болезней, голода, пожаров, разрушений и ужаса. В староаккадских и хурритских текстах Нергал снабжался именами «Убийца» и «Побеждающий соперников»; в поздних аккадских источниках, помимо прочего, он наделялся такими эпитетами как «Разрушительное пламя» и «Сжигатель» (аккад. šarrapu). Сохранились предсказательные тексты, описывающие знамения крупных бедствий, когда Нергал буквально «съедает», «ест» (то есть, уничтожает) Страну. В одном из гимнов Шульги говорится что оружие насыщается кровью подобно Нергалу. Характерно выражение «рука Нергала», означавшее несчастье. Сопровождением этого бога выступают демоны, вызывающие болезни и безумие. Как несущий смерть, Нергал связан с образами разьярённого льва и быка. Молитвы и гимны часто посвящались этому богу с целью отвратить его губительную силу. Деструктивные качества Нергала сближали его с образами похожих божеств: подобно Эрре, он насылает на людей и скот лихорадку и чуму, подобно Нинурте  сокрушает враждебные страны; как следствие, такие божества часто отождествлялись с Нергалом, порождая синкретические образы (Нергал-Эрра, Эррагаль, Нергал-Нинурта и др.).
Нергал — астральное по происхождению божество, изначально, по-видимому, олицетворявшее губительную силу палящего солнца. Тем не менее, в подавляющем большинстве случаев Солнце вовсе не отождествлялось с Нергалом, а его астральным воплощением выступала планета Марс, которая в месопотамской астрологии наделялась нигилистическимим чертами (ср. её альтернативные названия: «(Звезда) несуществования», «Злая звезда», «Враждебная звезда», «Разбойник» и др.). «Свет Нергала» (аккад. Nur dNergal) — красноватое мерцающее свечение Марса — вызывало благоговейный страх: клинописные тексты описывают Нергала облачённым в «ужасающее великолепие» (аккад. labiš namurrat). В облике Марса Нергал поочерёдно пребывает на небесах («одетый блеском») и в подземном царстве, сочетая таким образом астральные черты с хтоническими. При этом в нижнем мире он также предстаёт как некая светящаяся сущность: именно таким его видит ассирийский царевич — герой одной из новоассирийских поэм.
Пребывание в нижнем мире противоречит астральной природе бога, но, несмотря на это, Нергал не только там находится, но и является владыкой преисподней. Объяснение такому положению вещей содержится в мифах: Нергал насильно взял в жёны владычицу мира мёртвых — хтоническую богиню Эрешкигаль, которая уступила ему власть над нижним миром. Пренебрегнув божественными запретами — на порядок взаимоотношений верхнего и нижнего миров, а также на сексуальную связь с сущностями нижнего мира — Нергал был осуждён отцом богов Анумом отныне оставаться в преисподней. Нергал — тот, кто обращает врагов в призраков. Кроме того, являясь владыкой нижнего мира, он связан с разными хтоническими существами — прежде всего, змеями (ср. эпитет: «Идущий впереди, тот, кто укрощает змей») и, вероятно,скорпионами. В месопотамском календаре Нергалу был посвящён IX месяц — кислиму (ноябрь-декабрь) — передававшийся шумерограммой GAN.GAN.E3, предположительно переводимой как «выход Убийцы»; считалось, что в это время владыка преисподней покидает своё обиталище и выходит на землю, источая мрак и максимально сокращая световой день.
Нергал также известен как страж ворот. Ипостась Нергала, двойное божество Лугальгирра и Месламтаэа  (воплощение созвездия Близнецов) стоят у врат преисподней, готовые разорвать на части любого приближающегося. Как стражу врат, Нергалу были посвящены городские ворота в ассирийском Тарбису.
В клинописных текстах Нергал нередко связан с чуждым, враждебным населением и странами (например, с Эламом). Даже сама Страна мёртвых, управляемая этим богом, в мифах часто ассоциируется с чуждой горной страной (ср. Кур) или окраиной мира; в последнем случае показательно описание Нергала как «владыки места где восходит солнце» (ср. окраинные горы Машу́, охраняемые людьми-скорпионами). В этом же контексте исследователи предполагают наличие у Нергала функции контроля над торговыми путями в чужие земли, откуда в Месопотамию поступали ценные ресурсы, в частности медь. Согласно С. Далли, Нергал (Эрра) — покровитель медеплавильного ремесла.
Несмотря на преимущественно губительные функции, иногда в литературных текстах Нергал предстаёт в амбивалентной роли — бога плодородия и вегетации. На посвящённый Нергалу месяц кислиму приходился урожай финиковой пальмы, плодоношение которой связывалось с усилением влияния законов нижнего мира. Изобилие и богатство, приносимое в этот месяц обуславливали такие эпитеты Нергала как «Царь изобилия» (шум. Lugal-ḫe2-ĝal2), «Изобильный шквал» (шум. U4-ḫe2-ĝal2) и «Царь финиковой пальмы» (шум. Lugal-gisgišimmar). Считалось, что кислиму благоприятствовал коммерческой деятельности, однако в это время нельзя было вступать на трон, жениться. В целом, по мнению У. Дж. Ламберта, почитание Нергала было связано с культом финиковой пальмы,а по некоторым данным обряды в честь бога в указанный месяц проводились с пальмовой ветвью в руке.
Главным культовым центром Нергала был город Кута; именно там располагалось главное святилище этого бога — храм Эмеслам (предположительно семитская этимология meslam: «место мира»).
Образ Нергала сформировался не сразу: из доаккадских (раннединастических) источников на шумерском языке известен некий «бог-бык» dKIŠ.UNU (чтение теонима неясно) — божественный покровитель города Куты, архаичный образ Нергала. Формирование «классического» образа Нергала как бога войны относится к аккадскому периоду: активное выдвижение его культа произошло в правление Нарам-Суэна, в надписях которого многочисленные победы царя объясняются покровительством этого воинственного бога. К аккадскому же периоду относится и первое упоминание Нергала в стандартной записи его имени (dKIŠ/GIR.UNU.GAL).
Источники называют Нергала сыном Энлиля. В мифе «Энлиль и Нинлиль» бог ветра насильно овладевает богиней ветра и та зачинает Нергала-Месламтаэа; мать Нергала известна также под именем Белет-или. В эпических поэмах отцом Нергала назван Эа, а матерью — Иштар. Его братом называется бог-воитель Нинурта; в «Мифе об Эрре» братьями Нергала названы Ануннаки — боги-судьи подземного мира, враждебно настроенные к людям. Сестрой и супругой Нергала была владычица мёртвых Эрешкигаль. В других источниках супругой Нергала названа:
- Лас или Ласу (аккад. Laṣ) — супруга Нергала, имя которой образовано от аккад. la aṣū «никакого выхода», что символизирует сущность подземного царства[1];
- Мамиту — супруга Нергала, богиня клятвы; чаще фигурирует как супруга Эрры[1].

Посланником и советником бога выступал Ишум.
К началу старовавилонского периода Нергал поглотил культы ряда шумерских хтонических божеств (Месламтаэа, Ниназу и др.); во II тысячелетии до н. э. святилища Нергала распространились по всей стране. Средневавилонские тексты включали Нергала в число великих богов-Игигов.

## Имя
Имя Нергала стандартно передавалось шумерограммой dKIŠ/GIR.UNU.GAL, чтение и трактовка которой неясны; У. Ламберт предложил читать её как шум. (e)ne3-urugal2, Ф. Виггерман — как шум. dnin-KIŠ-urugal2. Предлагались разные варианты толкования и перевода этой последовательности: «Господин обширного города (Преисподней)», «Владыка обширного жилища», «Господин Подземного мира». П. Штайнкеллер предположил возможную связь имени «Нергал» через шумерскую форму с семитским сочетанием *na’ir kala/kali: «Убийца всего». Во II тысячелетии до н. э. шумерограмма dKIŠ/GIR.UNU.GAL в нормализованной форме читалась как аккад. dNer(i)gal, «Нергал» («Неригаль») (слоговая запись: аккад. dne3-eri4-gal, dne2-ri-ig-la, dne2-ri-ig-la2).
Стандартная запись имени Нергала развилась из более ранней последовательности dKIŠ.UNU, известной по древнейшим спискам богов и лексическим текстам из Шуруппака, Абу-Салабиха, Эблы и Адаба. Чтение этой шумерограммы также неясно; но её первый знак (KIŠ) в ранней пиктографической форме (ZATU 219) изображал голову быка и именно бык мог символически воплощать ранний образа Нергала как бога-прокровителя Куты. Предполагается, что это — изначальное имя Нергала, в аккадское время подвергшееся искажению, переиначиванию, создававшему основу для интерпретации этого бога как владыки Преисподней («Господин обширного города»).
Поздней формой передачи имени Нергала стала последовательность dU.GUR (аккад. U-qur, Укур), прежде означавшая имя советника Нергала, олицетворение его меча. Помимо этого, имя Нергала передавалось через различные эпитеты («Убийца», «Сжигатель» и др.), имена отождествляемых с ним богов (Месламтаэа, Эрра, Нинурта) и демонических существ (в частности «Демон с разинутой пастью»).

## Происхождение

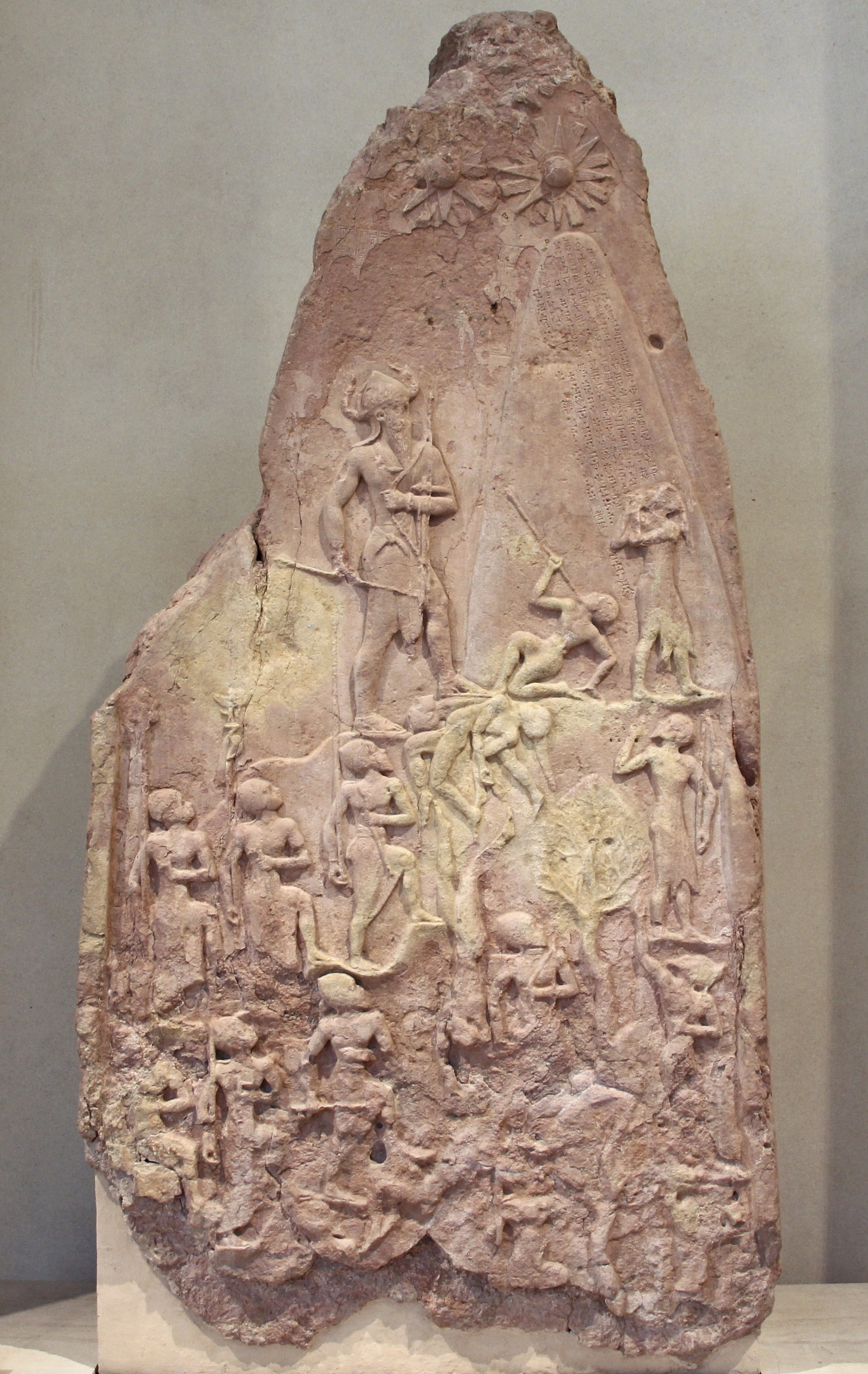
Победная стела Нарам-Суэна. Поза центрального персонажа схожа с позой триумфа Нергала на печатях

Выдвижение культа Нергала произошло в староаккадский период (прежде всего в правление Нарам-Суэна): именно в то время появилась стандартная запись имени этого бога (dKIŠ/GIR3.UNU.GAL) и исключительно — в текстах на аккадском языке. Исследователи указывают на синкретичную природу этого староаккадского образа, отмечая важную роль в его формировании по крайней мере двух основ — древнего бога-быка из Куты (архаичный Нергал) и семитского бога смерти, позднее фигурировавшего в аккадских источниках под именем Эрра или Ирра (от прасемитского *ḥrr «жечь, пламенеть»).
Древнейший образ Нергала — архаичный бог-бык, покровитель города Куты, известный ещё в доаккадское (раннединастическое) время. По мнению Дж. Робертса и Ф. Виггермана — это изначально шумерский бог, У. Дж. Ламберт приписывал ему семитское (аккадское) происхождение. Имя этого бога записывалось как dKIŠ.UNU, где первый знак в ранней пиктографической форме (ZATU 219) изображал голову быка, а второй имел два варианта написания — использовавшихся, соответственно, в имени бога и в имени его города (которым, очевидно, была Кута); ещё в эпоху изобретения письменности обозначением Нергала могло быть изображение головы быка. Отражение этого архаичного образа прослеживается в шумерских гимнах, где Нергал фигурирует как «Победоносный бык» или как бык огромной, непреодолимой силы (шум. dGu4-á-nun-gi4-a); кроме того, в последующее время с Нергалом отождествлялся древний бог Гугаланна, имя которого (шум. dGú-gal-an-na), переводят как «дикий бык Ана». Известны также изображения Нергала (чаще всего в облике отождествляемого с ним «бога в саркофаге») с чертами быка.
В эпоху Аккадского царства (староаккадский период) складывается новый, синкретический образа Нергала, характеризующий его в первую очередь как бога войны. С точки зрения Дж. Робертса и Ф. Виггермана древний шумерский бог Куты был отождествлён с семитским богом смерти (Эррой, Иррой). По мнению Т. Якобсена первичным здесь был именно образ Эрры — бога выжженной земли, военных набегов и мятежей, слившийся с образом собственно Нергала как бога войны, внезапной смерти и правителя мира мёртвых. По указаниям Д. Блэка и Э. Грина, Нергал и Эрра — изначально разные божества, лишь к I тысячелетию до н. э. окончательно получившие единое имя «Нергал». Так или иначе, сосуществование Нергала и Эрры в рамках единой шумеро-аккадской мифологии порождало специфическую ситуацию, когда в одних случаях Нергал и Эрра считались разными богами, а в других — сливались в единый образ, где Эрра обычно считался одним из имён Нергала. При этом характер аккадского образа Нергала в наибольшей степени отражал именно черты Эрры — воинственного бога с губительными функциями, ответственного за эпидемии, голод и природные пожары.
В эпоху Аккадского царства Нергал — бог войны; в аккадских и хурритских текстах того времени он снабжался эпитетами «Убийца» и «Побеждающий соперников». О военной функции раннего Нергала также может свидетельствовать название его главного святилища в Куте — Эмеслам: если трактовать Meslam как семитский топоним со значением «место мира». В надписях Нарам-Суэна говорится, что именно Нергал открыл ему путь к царствам Арманум и Эбла и передал их в руки аккадскому царю.

## Синкретизм

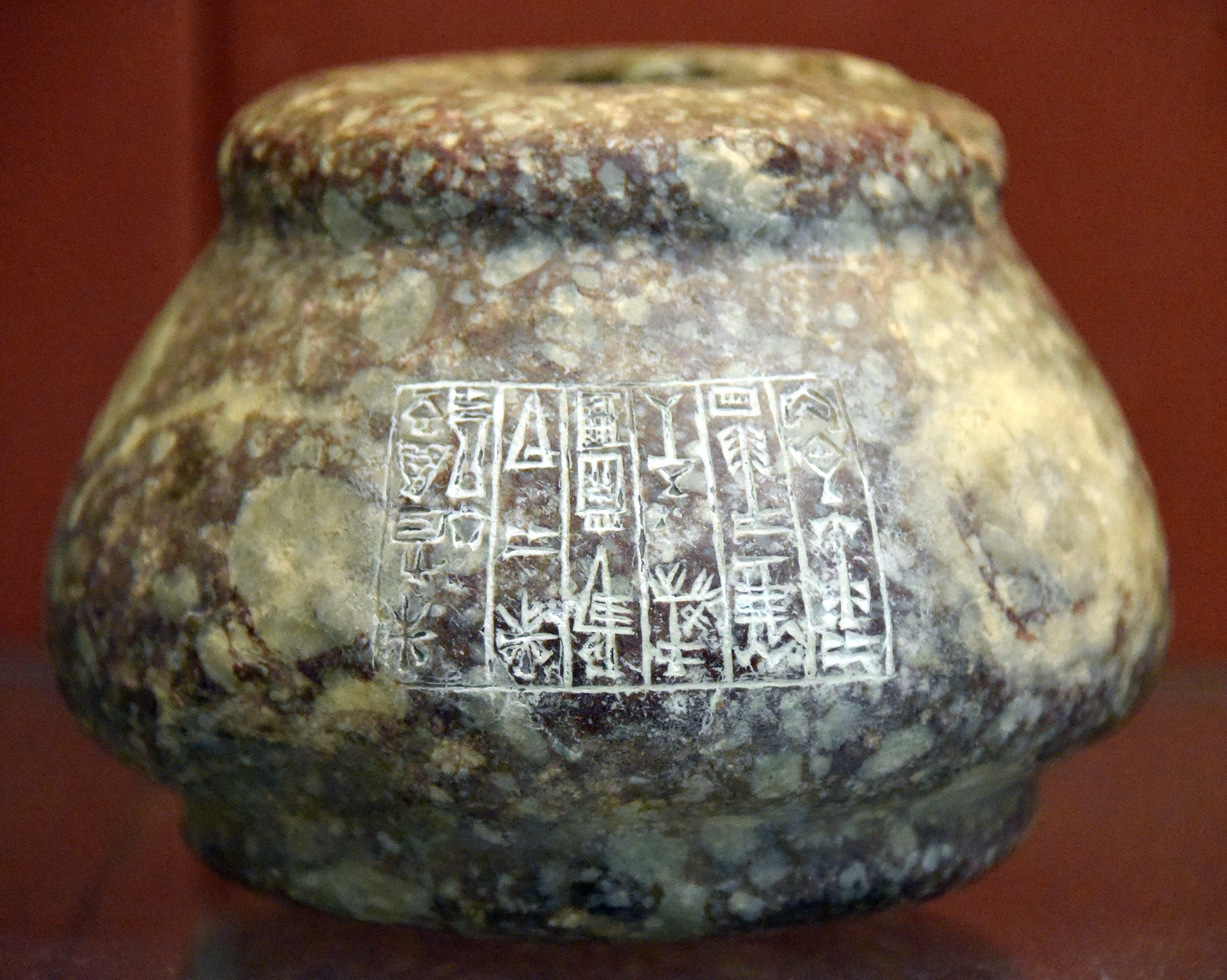
Навершие булавы с посвятительной надписью царя Шульги богу Нергалу. Британский музей

В эпоху III династии Ура почитание Нергала распространилось на крайний юг Месопотамии — в область Шумер. Наиболее близким Нергалу образом там был Месламтаэа — хтоническое божество, которому, по мнению Д. Кац, были присущи и военные функции. Выдвижение культа воинственного Нергала в Шумере связывается с правлением Шульги, который вёл активную завоевательную политику; с этого времени Нергал и Месламтаэа совместно почитались в храме Эмеслам, а во втором тысячелетии до н. э. Нергал окончательно ассимилировал образ Месламтаэа. Именно это поглощение, вероятно и привело к появлению у Нергала хтонических черт, в аккадское время для него не характерных. Менялся и символический образ Нергала, с которым со временем стал ассоциироваться не только бык, но и лев — два смертельно опасных существа, образы которых согласуются с природой Нергала как бога, несущего смерть. В правление Шульги и в старовавилонских текстах зафиксирована замена первого знака KIŠ/GIR в имени бога на PIRIG (шум. «лев»); в одной из поздних поэм Нергал (под именем «Эрра») так говорит о себе:
Я на небе тур и лев на земле я,
В мире я царь, средь богов я грозен...
В тростниках я огонь, в лесу я секира, в походе — знамя»Миф об Эрре (Пер. В. А. Якобсона)
.
К началу старовавилонского периода Нергал поглотил культы ряда шумерских хтонических божеств, в первую очередь — Месламтаэа, а также Ниназу, связанного с образом змея, дракона, унаследованного Нергалом. Месламтаэа, отождествляемый с Нергалом, в текстах часто фигурирует вместе с братом Лугальиррой (Лугаль-иррой); впервые эта пара богов-близнецов упоминается в гимне Ибби-Суэна, последнего царя III династии Ура. Оба бога — Месламтаэа и Лугальгирра (также Нергал и Эрра) воплощали созвездие Близнецов, выступали как стражи подземного мира и периодически рассматривались как отдельные ипостаси единого образа Нергала. К I тысячелетию до н. э. Нергал окончательно поглотил образ бога Эрры, черты которого он во многом изначально и отражал.
Дальнейшее развитие образа Нергала связано с восприятием им военных аспектов верховного божества. В поздних вавилонских источниках («Сказание об Атрахасисе» и другие) Нергал — карающая сила древнего верховного бога Энлиля. В этой ипостаси Нергал перенимает часть функций Энлиля как бога ветра и предстаёт в образе южного шторма, несущего бедствия — наказание людям за их непослушание; согласно А. Ливингстону, ещё в старовавилонский период Нергал получил эпитет Мстителя ради отца своего Энлиля. Нергал в роли карающей силы верховного бога сближался с образом Нинурты — древнего шумерского бога, также сына Энлиля, также его карающей силы; как следствие оба бога со временем стали отождествляться (Нергал-Нинурта). Кроме того, постепенно Нергал поглотил черты и других богов-воителей Древней Месопотамии, таких как Забаба (покровитель Киша) и Тишпак (покровитель Эшнунны).
К концу II тысячелетия до н. э. вавилонские жрецы начали компилировать древние списки богов, снабжая их собственными комментариями. Многие мелкие или полузабытые божества интерпретировались как имена какого-либо важного (на тот момент) бога; со временем, с этими «именами» стали связывать и особые аспекты конкретного единого образа. С поздневавилонской традицией, вероятно, связан один из таких списков, посвящённый исключительно верховному богу Мардуку, где уже главные божества объединялись в едином образе и отражали особые аспекты последнего; Нергал в этом списке фигурирует как «Мардук битвы». Начиная с Ф. Делича указанный текст рассматривался как доказательство изначального возникновения монотеизма в Вавилонии, а не в древнееврейской среде.

## Упоминание в источниках. Мифы

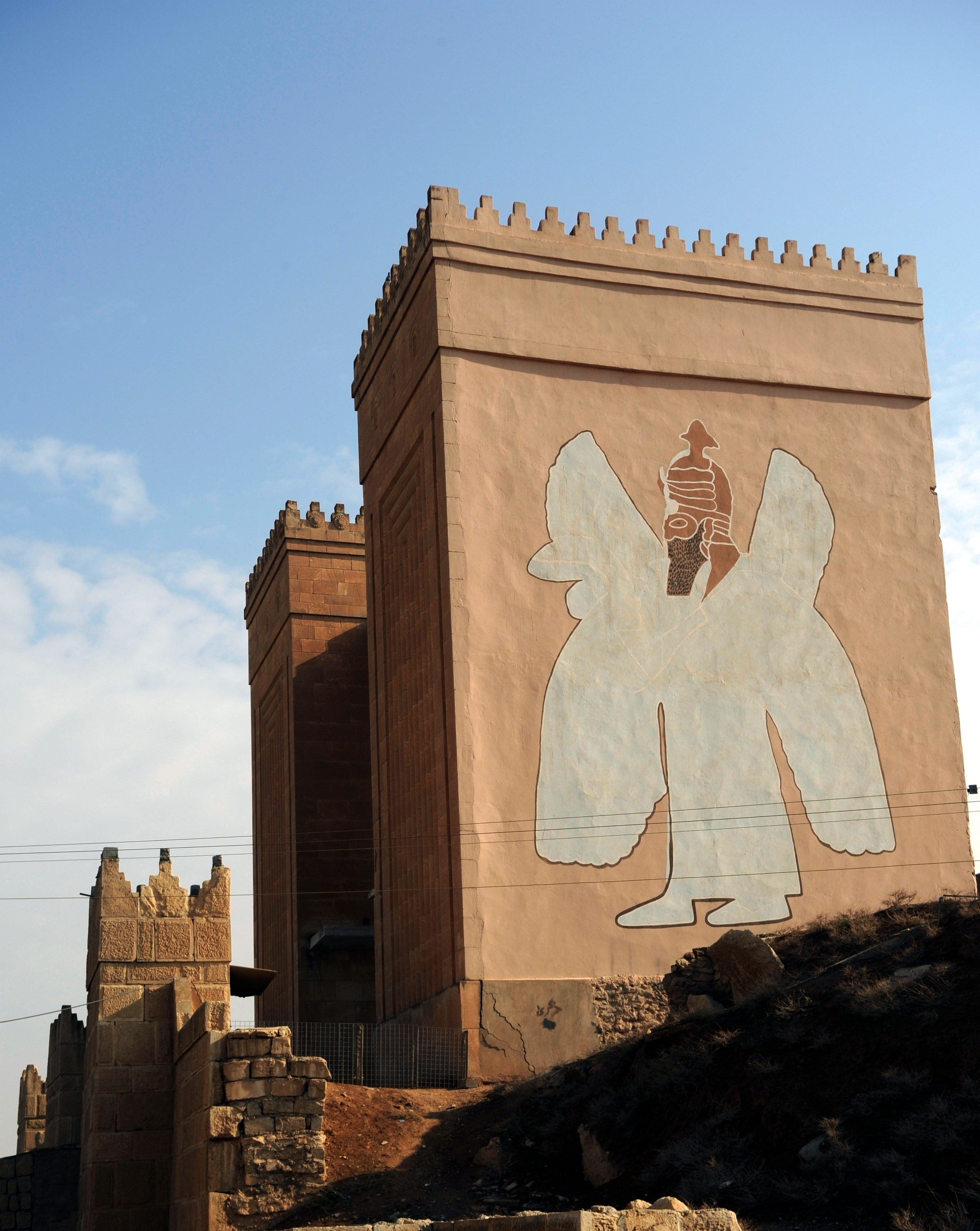
Ворота Нергала в Ниневии. Фото 2008 года

В аккадской письменной традиции Нергалу посвящены многочисленные молитвы и гимны, астрономические и предсказательные тексты. Наибольшее отражение культа Нергала представлено староаккадский период, особенно в правление Нарам-Суэна. В средне- и нововавилонское время теоним часто встречался в личных именах, приветствиях и надписях на цилиндрических печатях; в Ассирийском царстве Нергал особенно почитался в правление Саргона II и его потомков. Теофорные имена носили некоторые вавилонские цари: Нергал-ушезиб (акк. «Нергал, спаси [меня]»), и Нергал-шар-уцур (акк. «Нергал, царя храни»). В ассирийской столице Ниневии располагались Ворота Нергала. В Вавилоне этому богу была посвящена одна из улиц. Упоминание этого бога имеется также в Библии, свидетельствующей о поклонении Нергалу переселенцами из Куты в Самарию во времена Ассирийского царства (4Цар. 17:30). Кроме того, Нергал фигурирует в источниках эллинистического и парфянского времени, а также в текстах сохранившейся до наших дней гностической религии мандеев.
В распространённых мифических сюжетах Нергал фигурирует как астральное божество, вопреки своей сути оказавшееся в нижнем мире.

### Поэма о Нергале и Эрешкигаль
Обретение богом власти над преисподней описывается в разных вариантах аккадской эпической «Поэмы о Нергале и Эрешкигаль». Нергал попадает в царство мёртвых, нарушив законы отношений между верхним и нижним мирами: бог не проявил должного почтения к послу преисподней Намтару. Согласно средневавилонской версии поэмы (из Телль-эль-Амарны), «когда пир устроили боги…», они отправили посла к своей сестре Эрешкигаль, владычице подземного мира, чтобы та снарядила делегацию за своей долей, поскольку богине нельзя подняться на небеса и небесным богам нельзя спуститься к ней. Эрешкигаль отправила своего посла Намтара, при виде которого все боги почтительно встали, однако один из них по неясным причинам не сделал этого. Узнав о случившемся, Эрешкигаль потребовала прислать указанного бога к себе, намереваясь предать его смерти. Намтар передал волю Эрешкигаль богам и, несмотря на то, что сразу не нашёл указанного бога, изменившего внешность, последнему (им оказался Нергал) всё же пришлось отправиться в подземное царство. Эа, отец Нергала, дал сыну демонических стражников — Падучую, Жар, Лихорадку, Судороги и т. д., а также волшебные предметы-фетиши, с помощью которых можно одолеть Эрешкигаль. Прибыв к вратам преисподней, Нергал с демоническим воинством входит в жилище Эрешкигаль, стаскивает богиню за волосы с трона и заносит меч, чтобы отрубить ей голову. Взмолив о пощаде, Эрешкигаль просит Нергала взять её в жёны, стать господином «Земли Обширной» и хозяином таблиц Судеб; Нергал соглашается. В более поздней, новоассирийской версии (из Султан-тепе), сюжет представлен сравнительно развёрнуто и обогащён фольклорно-сказочными мотивами. Послом от Ану, главы небесных богов, к Эрешкигаль назван Гага; подробнее описано изменение внешности Нергала (приобретение косоглазия, хромоты, плешивости); в преисподней Нергал проходит ряд испытаний; присутствует фольклорный мотив живой воды, запрета на пищу подземного царства и др. Мотив захвата власти силой в этой версии заменён любовным мотивом: Нергал спускается в нижний мир, соединяется с Эрешкигаль, после чего покидает её. Эрешкигаль требует от богов вернуть Нергала, угрожая поднять мёртвых, чтобы те ели живых. Нергал возвращается в Иркаллу, вновь соединяется с Эрешкигаль и пребывает с ней на ложе в течение шести дней, после чего, на седьмой день, Ану судит, что отныне нет этому богу доли на небесах, что «доля его — в мире нижнем». В нижний мир Нергал спускается под именем бога Эрры, а покинув Эрешкигаль возвращает имя «Нергал»: по мнению исследователей, в этой ситуации бог как бы становится заменой самого себя — если сопоставить с похожим сюжетом нисхождения Инанны (ср. закон царства мёртвых: «за голову — голову»).

### Миф об Эрре
Поздний аккадский «Миф об Эрре» (известный также как поэма «Эрра и Ишум») датируется VIII веком до н. э.; известен прежде всего по табличками из Ниневии, Ашшура и Султан-тепе. Поэма посвящена богу Эрре, за именем которого скрываются черты и функции, типичные именно для Нергала. Текст начинается с представления окружения Эрры (Нергала), в число которого входят его советник Ишум и грозные и воинственные демоны Сибитти (букв. «Семеро»). Сам Эрра бездействует в своём жилище, праздно проводя время со своей супругой. Сибитти взывают к его воинственной сущности, указывая, что без убийств их оружие ржавеет, что человечество теряет страх перед богом и своим шумом нарушает покой Ануннаков. Эрра с удовольствием следует их просьбе, оставляя в стороне возражения советника Ишума и отправляется к верховному богу Мардуку, в его жилище Эсагилу. Представ перед Мардуком, Эрра выражает удивление, что священные одежды и тиара верховного бога померкли. Мардук отвечает, что для того, чтобы вернуть прежнее сияние его облачению он должен покинуть своё обиталище, однако уход Мардука приведёт к нарушению мирового порядка и спровоцирует страшные бедствия. Эрра хитро заявляет, что он готов поддерживать мировой порядок, пока Мардук будет отсутствовать; верховный бог соглашается и вверяет ему власть над миром. Далее текст повреждён, но общий его смысл таков, что обычный порядок вещей нарушается, в мире происходят масштабные пертурбации, захватывающие землю и небеса; тьма покрывает день, ярко вспыхивает «звезда Эрры», предвещающая зло для человечества и т. д.. Иштар пытается успокоить Эрру, но он упорствует в своем гневе и пускается в монолог, звучащий как злое заклинание:
...Сина лицо я закрою ночью (...)
Сокрушу я страну, обращу в руины (...)
Города разрушу, превращу в пустыню,
Моря всколыхну, истреблю их богатства (...)
Ниспровергну людей, погублю все живое (...)
В обитель богов, куда злому нет входа, введу злодея (...)
Приметы сделаю дурными, святилища приведу в запустеньеМиф об Эрре (Пер. В. А. Якобсона)
Ужасы и бедствия, описываемые в монологе Эрры (Нергала) оказываются прямой противоположностью мировому порядку. Советник Ишум с печалью произносит:
Горе людям моим, на кого Эрра рассержен и гневен
На кого Нергал-воитель, словно бурю сраженья, напускает АсаккуМиф об Эрре (Пер. В. А. Якобсона)
Ишум обращается к богу указывая на катастрофические результаты его правления и в то же время, стремясь польстить тщеславию Эрры, указывает, что его страшатся даже великие боги. Описываются бедствия, охватившие страну, хаос и разорение в Вавилоне, Уруке, Сиппаре и других городах Вавилонии. Под влиянием речей Ишума Эрра постепенно отворачивается от «Аккада» (Южной Месопотамии), позволяя Ишуму направить свой гнев на соседние страны. Наконец буйство Эрры прекращается, он возвращается в своё обиталище где говорит богам, что в гневе был готов истребить человечество, но благодаря Ишуму род людской сохранился. Ишум предлагает богу отдохнуть от дел и тот соглашается; затем Ишум произносит благословение над опустошенными землями, делая их снова населенными и плодородными.

### Прочие сюжеты
В одной из поэм, предположительно новоассирийского времени, описывается видение Нижнего мира ассирийским царевичем (вероятно Ашшурбанапалом); главный герой воочию лицезрит владыку преисподней Нергала как некую светящуюся сущность. В одном из мифов, известным как «Змей», подчеркивается связь Нергала со змеями как существами Подземного мира.

## Иконографика. Атрибуты

### Связь с образами быка и льва

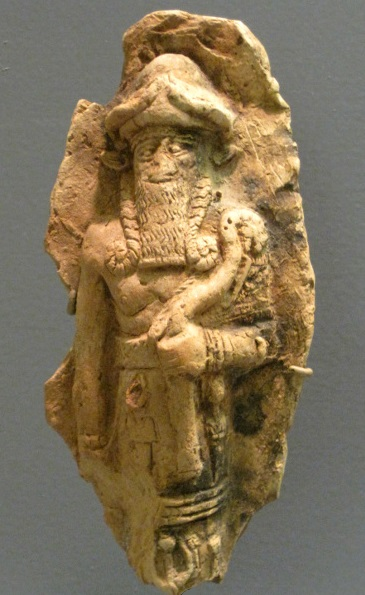
«Бог в саркофаге» с чертами быка. Терракотовое изображение старовавилонского периода. Музей искусств Принстонского университета

Будучи богом насильственной смерти, Нергал обычно связан с образами двух смертельно опасных животных — быка и льва, о чём он сам вещает в упомянутом выше «Мифе об Эрре». Образ быка — древнейший в иконографике Нергала; он восходит к ранним обозначениям архаичного бога-быка Куты. «Победоносный бык» — один из эпитетов Нергала в шумерских текстах, менее распространённый в более поздних аккадских. Вместе с тем, изображения быка, связанные с богом войны, немногочисленны: к находкам такого рода относится печать с аккадской надписью времени III династии Ура, посвящённой Месламтаэа. Знак шум. GUD «бык» часто содержался в названии фигурок, связанных с подземных миром; к этому же кругу могут принадлежать изображения некоего «бога в саркофаге» с бычьими ушами, встречающегося в терракоте и на печатях старовавилонского периода (на иллюстрации).
Нергал часто сравнивается или воплощает образ льва: «с поднятыми лапами, гневно неистовствующий, тот, что точит зубы против своего врага». В русле этой иконографической традиции выполнено изображение присевшего льва, посвященное «могучему льву», Нергалу Апиакскому. Известно украшение в виде двух львов на рукояти меча, посвященного богу города Хубшалум (Нергалу), а также близкое по символике изображение «Бога-меча» из Язылыкая (на иллюстрации).

### Антропоморфные изображения. Оружие Нергала

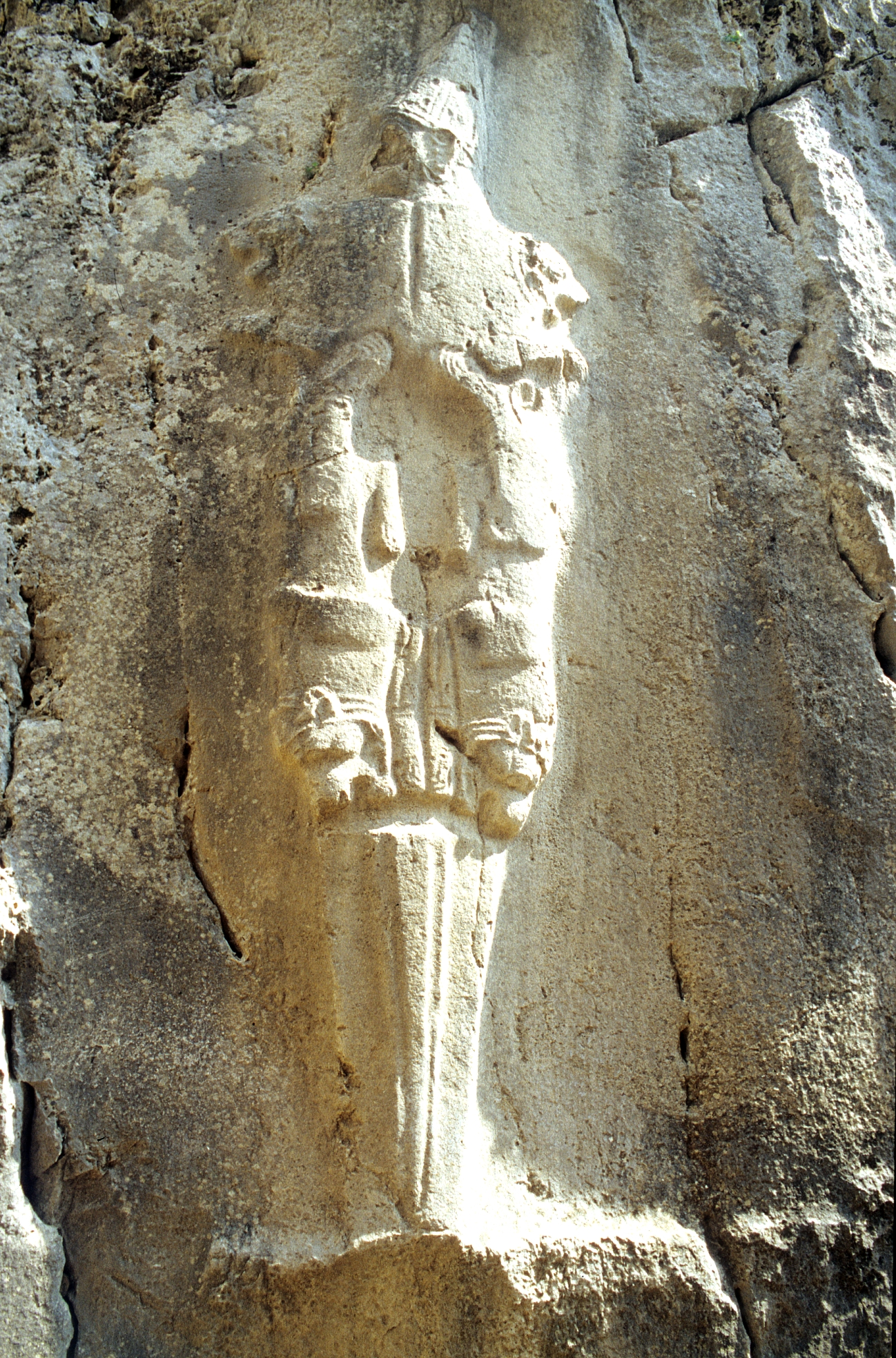
«Бог-меч» со львами. Рельеф в Язылыкая

Изображения Нергала как бога войны вырезаны на нескольких известных печатях с шумерскими надписями. Нергал на них вооружён изогнутым мечом (с серповидным лезвием) и трёхглавой булавой — ранней формой двойного изогнутого меча, увенчанного львиным головами; другой вариант вооружения — изогнутый меч с головой льва и жезл; третий вариант — изогнутый меч и двуглавая булава. В последнем случае Нергал изображен в победоносной позе: поставив правую ногу на поверженного врага, лежащего навзничь на склоне горы с жестом мольбы о пощаде (см. иллюстрацию к преамбуле). Исследователи обратили внимание, что эта поза Нергала полностью совпадает с позой центрального персонажа на победной стеле Нарам-Суэна, изображающего или самого этого царя в виде божества или же самого Нергала как его покровителя. В эпоху III династии Ура и Старовавилонского царства трехглавая булава/двойной изогнутый меч с головой льва ещё не использовался как особый божественный символ, но лишь — как оружие в руках божеств несущих смерть, изображенных на печатях и терракоте; оружие это тогда обычно связывалось с Нергалом, но не только с ним.
Как двойное божество Лугальгирра и Месламтаэа, бог войны предстаёт на аккадской печати, где изображён с двумя изогнутыми мечам на плечах, одетый в особый плоский головной убор, часто встречающийся у божеств преисподней. Известны магические фигурки Лугальгирры и Месламтаэа или Нергала, защищавшие дом от проникновения зла; вооружённые секирой и булавой они встречаются в виде статуэток или изображений на амулетах. Вооружённые соответственно секирой и кривым мечом(?) они предстают как созвездие Близнецов на оттисках печатей эллинистического времени; в новоассирийских текстах их оружие названо аккад. ḫinšu («…») и аккад. uskāru pāšu («серповидный меч»).
Оружием Нергала также служил его кинжал (аккад. patru) или собственно меч в традиционном понимании (аккад. namṣaru); в старовавилонский период он персонифицируется в образе советника Нергала под именем Укур (аккад. Uqur). Известно, что Зимрилим, царь Мари, обращался за помощью к «Господину» города Хубшалума (Нергалу) и получив поддержку, приказал доставить в храм этого бога «большой меч (аккад. namṣaru) из бронзы»; археологам известен такой объект, посвященный владыке Хубшалума (Нергалу), однако он датируется несколько более ранним временем и источник его происхождения неясен. В целом, в Месопотамии кинжал так и не стал божественным символом Нергала, однако на рельефах Анатолии позднебронзового века присутствует некий «Бог-меч», изображавший или Нергала или какого-то местного бога смерти.
В наибольшей степени с Нергалом/Месламтаэа связаны находки вотивных булав. Сама по себе булава — атрибут многих божеств, однако количество наверший, посвященный именно богу войны наиболее значительно и отражает особенности его иконографии. Помимо булав, известны находки боевых топоров (секир), с посвящениями Нергалу, например старовавилонский вотив этому богу, держа которую «его рука да не устанет»; культовый каменный топор, посвящённый этому богу раскопан в новоассирийском храме Нергала в Ме-Туране.

### Демоны дня
Нергал — повелитель так называемых демонов дня (аккад. ūmu, букв. «День»), которые служат ему и другим божествам, исполняя волю своего хозяина. Демоны дня олицетворяли приход дурных событий и изображались в виде рычащих львинообразных монстров; такой их образ мог быть обусловлен персонификацией штормовой погоды. В месопотамской глиптике особенно известны изображения следующих демонов дня, связанных с Нергалом.

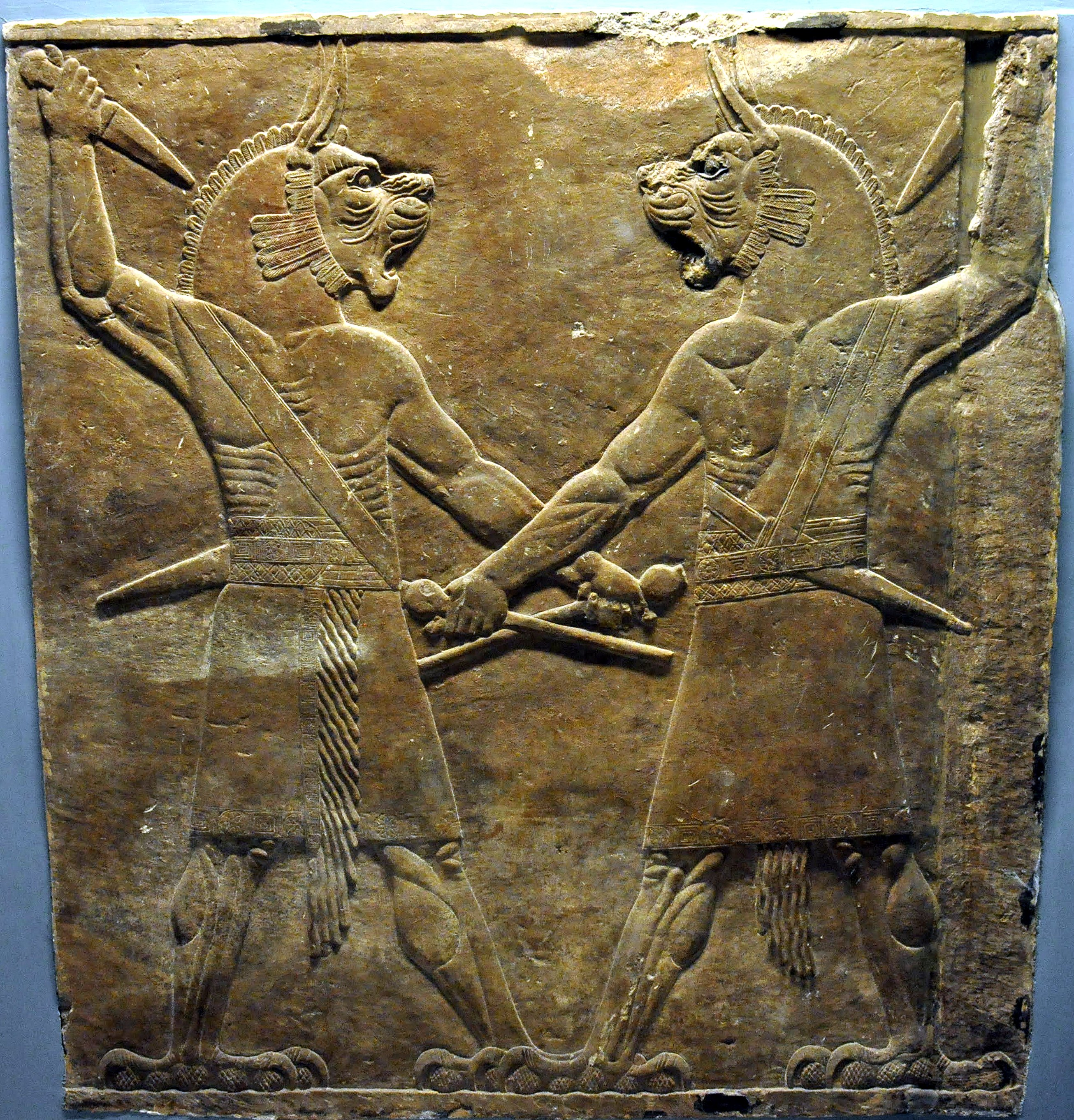
Изображение демонов-угаллу на рельефе из Северного дворца в Ниневии (VII век. до н. э.). Британский музей

- «Лев-дракон» укадухху (аккад. ukaduḫḫû, от шум. «Рычащий День(-демон)»[87]) — изображался как монстрообразный крылатый лев[85] или лев-грифон. На одной из печатей времени III династии Ура он стоит на задних лапах и совместно с Нергалом держит львиный жезл[85]. На старовавилонской печати он также изображён стоящим на задних лапах и, разинув пасть, кладёт в неё голову находящегося рядом противника[85]. В астрологических текстах созвездие «Демон с разинутой пастью» (= укадухху) и передаваемое им монстрообразное существо иногда отождествляется с самим Нергалом[88]➤. Вместе с тем, укадухху ассоциировался также с богом бури Ададом, который изображался стоящим на его спине[87].
- «Лев-демон» угаллу[англ.] (аккад. ugallu, от шум. «Великий День(-демон)»)[87]) — также «человек-лев»[85]. На старовавилонских печатях часто изображён держащим за ногу человека или животное, висящее вниз головой; ассоциирован с богом, вооружённым изогнутым мечом — Нергалом или другим божеством, связанным со смертью[85]. На одной из старовавилонских печатей, принадлежавшей служителю бога Лугальгудуа (то есть Нергала), угаллу изображен с ножом в одной руке и отрезанной человеческой головой — в другой[85]. Вместе с тем, угаллу известен и как дух с защитными функциями[87].

### Божественные символы

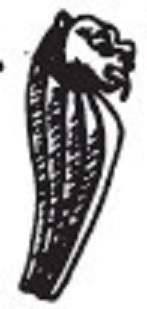
Символ Нергала c кудурру Муннабитту (XII век до н. э.)

## Связанные персонажи

### Боги-спутники
В текстах фигурирует имя советника Нергала, которым изначально был Укур; впоследствии эта роль перешла к Ишуму.
- Укур (шумерограмма dU.GUR, аккад. Uqur) — в старовавилонский период советник Нергала, персонификация его меча[6]. В средневавилонский период эта роль перешла к Ишуму/Хэндурсанге, а шумерограмма dU.GUR стала обозначать имя самого Нергала[6].
- Ишум (аккад. Išum) — вавилонский бог, вероятно ещё в 3-м тысячелетии до н. э. отождествлённый с шумерским Хэндурсангой[42]. Обилие теофорных имён указывают на популярность Ишума ещё в период III династии Ура, однако это не привело к последующему переходу его в категорию «великих богов», а культ Ишума так и не приобрёл государственного значения[42]. В мифологических текстах Ишум предстаёт в двояком образе: в отличие от Хэндурсанги, преимущественно доброжелательного и милосердного божества[42]. Ишум — посланец (суккаль) Ану; он же — советник Нергала[6] и его иногда называют «пожирателем людей и страны»[42]. В «Мифе об Эрре» (другое название — «Эрра и Ишум») он противостоит импульсивному богу чумы, призывая его к сдержанности, но при этом искусно использует гнев бога против врагов страны[42]; в отличие от своего хозяина, Ишум способен отличать «справедливую» войну от неоправданной[42]. В новоассирийском тексте, описывающем видение подземного мира ассирийским царевичем, Ишум встаёт на сторону потерпевшего героя и, упрашивая Нергала, добивается его освобождения[42]. Подобно богу Эа, Ишуму присущ превосходный интеллект, а для достижения своих целей он успешно использует психологические манипуляции[42].

В «Мифе об Эрре» братьями Нергала как владыки преисподней названы Ануннаки — младшие боги царства мёртвых, в этом произведении, враждебно настроенные к людям.

## Астральный аспект

### Планета Марс
Астральным воплощением Нергала обычно считалась планета Марс (аккад. mulṢalbatānu, Цальбата́ну, в облике которой этот бог пребывает как на небесах («одетый блеском»), так и в подземном царстве. Сохранилась молитва к Марсу как небесному воплощению Нергала, совершавшаяся во время чумы: «Марс, господин великий и милосердный» (аккад. dṢalbatānu bēlu rabû rēmēnû). Цальбатану считался звездой Элама — главного врага Месопотамии на востоке— и был наделён специфическими именами: «Злая звезда», «Враждебная звезда», «Звезда несуществования», «Звезда-болезнь», «Странная звезда», «Чужак», «Разбойник», «Мятежник», «Волк» и т. д.; среди его эпитетов — «Убивающий скот» и «Тот, кто продлевает чуму». Перед Марсом-Нергалом совершались разнообразные ритуалы: «омовения рта» (то есть, «оживления» статуи божества), призывания благоволения богов на царя, отвращения зла, предвещаемого «Красной планетой» и др. В Уруке существовал храмовый ритуал, в соответствии с которым богам Ану, Анту и семи светилам (в том числе, Марсу) ежедневно в течение года приносились в жертву «10 первосортных, жирных, ритуально чистых овец, у которых рог и ноготь не повреждены». Сохранилось описание культовых действий со священным барабаном перед Марсом и Сатурном. Из клинописных источников известно, что астральные божества играли также роль свидетелей при заключении договоров; в таких случаях имя Марса обычно стояло на пятом месте — после Юпитера, Сатурна, Венеры и Меркурия. В астрологических текстах наблюдения за Марсом, в целом, использовалось для предсказания смерти; внимание обращалось на особенности восхода и захода планеты, её блеска, цвета, положения относительно других светил и т. д. В частности, если появление светила приходилось на месяц дуузу, то считалось, что «кладбище воинов увеличится»; если Марс совершал попятное движение в Скорпионе, то царю грозила опасность; нахождение же Нергала в Козероге (букв. «если Козой-Рыбой везётся») грозило бедствиями городу Эриду. Однако если, например, восход Марса приходился на месяц улулу — следовало ожидать богатый урожай. В одном из медицинских текстов Нергал как mulBIR = dṢalbatānu связан с почкой, что могло быть прообразом греческой мелотезии.

### Солярные черты
В клинописных текстах встречаются отсылки к солярной сущности Нергала; в частности, в одном из эзотерических текстов касситского периода (известен в записи парфянского времени), говорится, что в момент выхода из преисподней этот бог тождественен солнцу (Шамашу): «От 18-го таммуза до 28-го кислиму 160 дней; в день 18-го таммуза Нергал спускается под землю, а 28-го кислиму поднимается, Шамаш и Нергал суть одно». Исследователи полагают, что Нергал не всецело отождествлялся с Солнцем, а лишь олицетворял отдельные его аспекты, прежде всего — губительную силу палящего светила. В частности, с Нергалом ассоциировались высоко стоящее летнее Солнце, жар которого иссушал почву: в поздних источниках бог наделялся такими эпитетами как «разрушительное пламя» и «сжигатель» (аккад. šarrapu).

### Созвездие Близнецов

Созвездие Большие (Великие) Близнецы — боги Лугальгирра и Месламтаэа

Современному созвездию Близнецов соответствовало месопотамское созвездие «Большие Близнецы», олицетворением которого были два бога подземного мира — Лугальгирра и Месламтаэа. Ко времени III династии Ура Месламтаэа стал идентифицироваться с Нергалом; в дальнейшем оба персонажа стали восприниматься как двойное божество — ипостась Нергала.

### Созвездие «Демон с разинутой пастью»
Нергал иногда ассоциировался с крупным созвездием «Демон с разинутой пастью» (шум. mulUD.KA.DU8.A, аккад. Ukaduḫḫû, см. укадухху), включавшим звёзды современных Лебедя, части Цефея и некоторые другие; созвездие также именовалось: «Пантера» и «Рычащий (демон)». Фигура созвездия передавала монстрообразное существо с чертами пантеры, льва и птицы; оно имело два лица (по-видимому — человеческое и львиное), руки, крылья; упоминаются также: Корона (α Cep) — признак божественного статуса, Правая нога (ι Cep), Основание левой ноги (μ Cep), Носок правой ноги (π Peg) и другие части. Сохранилось описание ритуала, совершаемого при лунном затмении: «Если в месяце кислиму (затмение произошло) …, он повергает себя ниц (перед) Демоном с Разинутой Пастью (и) Скорпионом; (его) жизнь продлится». Известен также текст с пожеланием благополучия ассирийскому царю: «[Демон с Рази]нутой Пастью, Нергал, да укрепит твои основания, всех врагов твоих / […] да ввергнет в недовольство!»

## Отождествления

### Месламтаэа
Месламтаэа, Месламта-эа (шум. dMes-lam-ta-è-a: «вышедший из храма Меслам») — шумерский бог, упоминаемый ещё в текстах периода Фара как владыка преисподней; по мнению Д. Кац ему были присущи и военные функции. Начиная с правления Шульги стал почитаться совместно с Нергалом в храме Эмеслам и в целом, в период III династии Ура был отождествлён с Нергалом. В. К. Афанасьева приводит теоним «Месламтаэа» как другое имя Нергала. В поэме «Энлиль и Нинлиль» Нергал-Месламтаэа — сын этой пары верховных богов.

Лугальгирра и Месламтаэа, Лугаль-Ирра и Месламта-эа — шумерские боги-близнецы; олицетворение созвездия Близнецов (так называемые «Большие Близнецы»). Изначально почитались в храме Эмеслам в Куте. Лугальгирра впоследствии идентифицировался с Эррой, однако имеются источники, интерпретирующие его как одно из имён Нергала. Известны двойные статуэтки этих божеств, использовавшиеся в охранительной магии.

### Эрра
- Эрра, Нергал-Эрра. Собственно Эрра — бог чумы[108]. Эпитеты Нергала-Эрры характеризуют его как повелителя знойного южного ветра, чумы и убийств[31].
- Эррагаль (шум.  «Великий Эрра»).

### Теонимы с основойлугаль-
- Лугальапиак (шум.  «царь Апиака») — божество, почитавшееся в городе Апиак (северная часть Южной Месопотамии); фигурировал также как Нергал Апиакский.
- Лугальгудуа или Шар-Куте (шум. dLugal-Gú-du8-a[109], аккад. dŠar-Qutê[110]: «царь Куты»[1]) — один из эпитетов Нергала[111]. О жертвоприношениях богу с этим именем известно, в частности, из текстов старовавилонского периода[110]; помимо прочих городов, в Сиппаре Лагальгудуа был посвящён храм, улица и ирригационный округ[111].
- Лугаль(г)ирра — см. Лугальгирра и Месламтаэа, Эрра.

### Гугаланна
Гугаланна (шум. dGú-gal-an-na: «дикий бык Ана») — шумерский бог, упоминаемый в некоторых списках божеств как супруг Эрешкигаль. В этой же роли упомянут в поэме «Нисхождение Инанны в нижний мир», где Инанна выказывает намерение воздать почести умершему Гугаланне, своему шурину — супругу Эрешкигаль, сестры Инанны. Ко времени старовавилонского периода был отождествлён с Нергалом.

### Прочее
Ниназу (шум. dNin-a-zu: «господин врач») — шумерский бог-целитель, обитатель подземного царства; культовый центр — Эшнунна.
Нинурта, Нергал-Нинурта. Собственно Нинурта — бог-воитель, сын Энлиля. Пабильсаг — божество-воитель, олицетворяющее созвездие Стрельца. Считался ипостасью Нинурты, который, в свою очередь, на поздних этапах отождествлялся с Нергалом. В месяц кислиму, посвященный Нергалу, Солнце находилось в созвездии «Пабильсаг», который со временем считался одним из имён Нергала.

## Поздняя эволюция культа Нергала

### Нергал в эллинизме

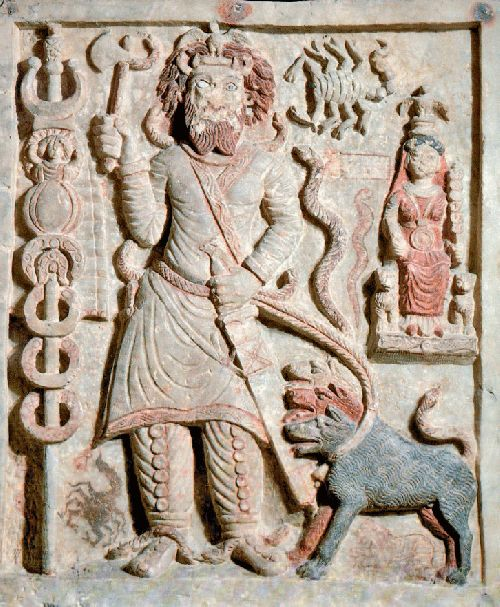
Парфянский рельеф из Храма I Хатры, изображающий бога с собаками. Ок. I—II вв.

Включение Месопотамии в состав державы Александра Македонского и системы эллинистических государств привело к смешению греческих и восточных традиций; Нергал в это время часто отождествлялся с греческим Гераклом и этот синкретический образ сохранился до эпохи Парфянского царства. Яркие свидетельства того, что местные жители называли Геракла Нергалом происходят из парфянской Хатры (Северная Месопотамия): судя по статуе с латинской надписью (оставленная римским войскам в 235 году) и тому факту, что находки местных статуй Геракла (Геркулеса) обычно связаны с храмами в честь Нергала. В Южной Месопотамии и на берегу Персидского залива, культ Нергала был распространён в царстве Харакена: несколько местных царей носило имя Абинерга (Abinergaos — от арамейского «слуга Нергала») (см. Абинерга II, Абинерга III).
В источниках из Хатры и её окрестностей (Хирбет-эс-Саʼадия) Нергал часто фигурирует с эпитетом dḥšpṭ (дахшапета, дахшапата), имеющим иранское происхождение и приблизительно переводимым как «Господин стражей». Находка статуи Нергала-Геракла у входа в Хатру и другие свидетельства указывают на функцию этого бога как стража городских врат, бога-охранителя, что находит соответствия в традиционных месопотамских представлениях (ср. посвящение Нергалу городских ворот в ассирийском Тарбису). Другой традиционной функцией Нергала оставалась связи с преисподней и культом предков; в частности об этом свидетельствует надпись из Хатры: «В год 419 (=107/108) Бене-Тайму и Бене-Бал’акаб возвели это погребальное сооружение для Нергола ради их жизни и жизни их вождей на свои средства». Некоторые черты позднего образа этого бога известны по надписи из Хирбет-эс-Саʼадии: повествуя о разбитии садов в честь Нергала-дахшапета (nrgl-dḥšpṭ), она называет его «обитающим в солончаках», что соотносится с древними ближневосточными представлениями о Нижнем мире как о бесплодной пустыне.
Астральные особенности культа Геракла могли обусловить связь позднего образа Нергала с образом собаки: главная звезда созвездия Геркулеса в античной традиции именовалась «Собака» (Рас Альгети, α Her), а в вавилонской астрономии связывалось с богиней Гулой (традиционно изображавшейся в виде этого животного). Известны поздние ближневосточные изображения Нергала (или Нергола, nrgwl), на которых его обычно сопровождает пёс, вероятно — собака ада, по виду напоминающая мастифа. Таковы пальмирские тессеры (таблички-приглашения на праздник или представление), изображающие Нергала-Геракла, вооруженного обоюдоострым топором и сопровождаемого собакой, Цербером; на фрагменте барельефа из Пальмиры хтонический бог, предстающий в парфянской одежде, также сопровождаем псом. Наиболее яркие свидетельства культа Нергала с собаками происходят из Хатры, где указанный бог играл охраняющую роль, воплощался в виде собаки и был известен под именем «Нергал-пёс» (nrg(w)l-klb’, Нергал-ка́льба). Указанному божеству в Хатре была посвящена культовая постройка (Храм X), где обнаружен барельеф с тремя собаками и посвятительные надписи с упоминанием бога и его животного. В том же святилище найдена алебастровая статуя собаки, и алтарь с изображением божества с топором и трёх собак. Широко известен барельеф, обнаруженный in situ в наосе Храма I Хатры, изображающий некоего бородатого бога устрашающего вида, который держит на привязи трёх собак — чёрную, красную и белую (на иллюстрации). Бог облачён в парфянскую одежду, на его голове диадема с орлом, правая рука поднята вверх и держит обоюдоострый топор, левая опущена на рукоять меча; справа от это этой фигуры изображен культовый штандарт, известный по местным надписям как smy (semeion), слева в отдалении — богиня на троне между львов; фоном композиции служат также змеи и скорпионы. Несмотря на отсутствие указывающих надписей исследователи полают, что барельеф изображает Нергала в сопровождении его супруги Атаргатис. Существование культа Нергала-пса объясняет распространённость в местной среде таких имён как Бар-Кальба (Bar-Kalbā, «сын пса»); при этом самому богу были присущи имена: «собака» — Kalbā (Пальмира), Kalbû (Набатея), Kalbai (Пальмира) и особенно ’Aklab («собака в высшей степени; трёхглавая собака»; Пальмира).

### Пережитки культа Нергала
Из сравнительно поздних источников известно о почитании некоего «Господина с собаками» в Харране, в котором исследователи склоны усматривать черты Нергала. Пережитки культа Нергала сохранились в религии мандеев, где соответствующее имя («Нириг») используется для обозначения Марса.

## Культурное влияние

### В современной культуре
В романе Абрахама Меррита «Корабль Иштар» (1924 г.) Нергал и его воплощения - одни из действующих персонажей.
Имя божества обрело популярность в названиях музыкальных групп, играющих в стиле блэк-метал.

## Комментарии
1. ↑  Считаются верными оба варианта транслитерации первого знака имени —  KIŠ и GIR3[6].
2. ↑  Вероятно, что древнейший образ Нергала в это время впитывал черты семитского бога смерти[5]
3. ↑  После старовавилонского периода место Укура советника Нергала занял другой бог - Хэндурсанга/Ишум, а форма dU.GUR в средневавилонский период стала читаться как Nérigal[6]
4. ↑  См. список An = Anum, крупнейший в своём роде, датированный в интервале 1300—1100 годов до н. э., то есть поздним касситским периодом (Lambert, 2016, p. 44).
5. ↑  См. список An = Anu ša amēli, датируемый тем же временем (Lambert, 2016, p. 45-46).
6. ↑  Эрра и Нергал периодически сливались в единый образ, где Эрра считался одним из имён Нергала[79]
7. ↑  Этимология неясна[89].
8. ↑  Представляли, соответственно: Мардука, Нинурту, Иштар и Набу[95].

## Цитаты
1. ↑  Цитата: «На 16-й день (месяца GAN) перед Нергалом он должен склониться, пальмовую ветвь в руке своей поднять — (тогда) в пути и в странствии он охранит его» (Перевод В. В. Емельянова)[31].
Оригинал: аккад. DIŠ U4.16.KAM ana dNergal (U.GUR) liš-ke-en gišlib3-bi gišimmari ana qāti-šu2 liš-ši ina ḫarrāni u mi-te-qi2 išallim (SILIM)im[31].
Источник: Çagirgan, G., Lambert, W. G. The Late Babylonian Kislimu Ritual for Esagil // Journal of Cuneiform Studies 43—45 (1991—1993). P 89-106[29].
2. ↑  Цитата:«В 25-й день (месяца), ночь[ю], барабан будет помещён перед Нергалом (Марсом) поверх облачения царя. В то же время мы будем совершать (песнопения) Сатурна» (Перевод Г. Е. Куртика)[94].
3. ↑  Цитата: «7 планет небесных, которые (свидетельствуют) клятву цар[я]» (Перевод Г. Е. Куртика)[95].
4. ↑  Цитата: «Созвездие, которое перед ними (то есть Весами - прим пер.) стоит, обладающее крыльями и руками, это Демон с Разинутой Пастью, Нергал (Пер. Г. Е. Куртика)[104].
5. ↑  Цитата: «Демон с Разинутой Пастью, Нергал, самый первый, идущий впереди. / Вот (его) фигура: он в одеянии, он несёт корону. / У него два лица: переднее лицо — лицо фигуры, / Заднее лицо — лицо льва, оно бородатое. / [Его рот?] открыт. У него есть крылья. Его правая голень […]» (Пер. Г. Е. Куртика)[104].